# IBU Cup 2020-2021
Ne doit pas être confondu avec Coupe du monde de biathlon 2020-2021.
Navigation
Édition précédente Édition suivante
L'IBU Cup 2020/2021 est la treizième édition de l'IBU Cup de biathlon. Elle se déroule entre le 14 janvier 2021 et le 14 mars 2021. La compétition se compose de quatre étapes, la première à Arber en Allemagne, la dernière à Obertilliach en Autriche. Elle est ponctuée en janvier par les championnats d'Europe 2021 à Duszniki-Zdrój.

## Programme
| \| Arber Duszniki-Zdrój Brezno-Osrblie Obertilliach \| Les sites des compétitions |
| Arber Duszniki-Zdrój Brezno-Osrblie Obertilliach                                  |

## Attribution des points
| Place  | 1  | 2  | 3  | 4  | 5  | 6  | 7  | 8  | 9  | 10 | 11 | 12 | 13 | 14 | 15 | 16 | 17 | 18 | 19 | 20 | 21 | 22 | 23 | 24 | 25 | 26 | 27 | 28 | 29 | 30 | 31 | 32 | 33 | 34 | 35 | 36 | 37 | 38 | 39 | 40 |
| ------ | -- | -- | -- | -- | -- | -- | -- | -- | -- | -- | -- | -- | -- | -- | -- | -- | -- | -- | -- | -- | -- | -- | -- | -- | -- | -- | -- | -- | -- | -- | -- | -- | -- | -- | -- | -- | -- | -- | -- | -- |
| Points | 60 | 54 | 48 | 43 | 40 | 38 | 36 | 34 | 32 | 31 | 30 | 29 | 28 | 27 | 26 | 25 | 24 | 23 | 22 | 21 | 20 | 19 | 18 | 17 | 16 | 15 | 14 | 13 | 12 | 11 | 10 | 9  | 8  | 7  | 6  | 5  | 4  | 3  | 2  | 1  |

## Classements

### Classements généraux
| Rang | Nom                       | Points | Victoire(s) | Podium(s) |
| ---- | ------------------------- | ------ | ----------- | --------- |
| 1    | Filip Fjeld Andersen      | 534    | 3           | 4         |
| 2    | Philipp Nawrath           | 528    | 3           | 5         |
| 3    | Sivert Guttorm Bakken     | 520    | -           | 6         |
| 4    | Aleksander Fjeld Andersen | 502    | 1           | 5         |
| 5    | Håvard Bogetveit          | 443    | 1           | 1         |

| Rang | Nom                      | Points | Victoire(s) | Podium(s) |
| ---- | ------------------------ | ------ | ----------- | --------- |
| 1    | Vanessa Voigt            | 467    | 4           | 4         |
| 2    | Karoline Erdal           | 356    | -           | 3         |
| 3    | Emilie Ågheim Kalkenberg | 353    | 1           | -         |
| 4    | Åsne Skrede              | 351    | -           | 1         |
| 5    | Anastasia Shevchenko     | 342    | -           | 3         |

## Calendrier et podiums

### Hommes
| Étape                                                          | Lieu           | Épreuve                | Date            | Vainqueur                 | Deuxième                  | Troisième                      | Leader du classement général |
| -------------------------------------------------------------- | -------------- | ---------------------- | --------------- | ------------------------- | ------------------------- | ------------------------------ | ---------------------------- |
| 1                                                              | Arber          | Sprint 10 km           | 14 janvier 2021 | Aleksander Fjeld Andersen | Filip Fjeld Andersen      | Sivert Guttorm Bakken          | Aleksander Fjeld Andersen    |
| 1                                                              | Arber          | Sprint 10 km           | 16 janvier 2021 | Filip Fjeld Andersen      | Philipp Nawrath           | Sivert Guttorm Bakken          | Filip Fjeld Andersen         |
| 2                                                              | Arber          | Individuel court 15 km | 20 janvier 2021 | Endre Strømsheim          | Philipp Nawrath           | Aleksander Fjeld Andersen      | Filip Fjeld Andersen         |
| 2                                                              | Arber          | Sprint 10 km           | 22 janvier 2021 | Filip Fjeld Andersen      | Sivert Guttorm Bakken     | Philipp Nawrath                | Filip Fjeld Andersen         |
| Championnats d'Europe de biathlon 2021 (27 au 30 janvier 2021) |                |                        |                 |                           |                           |                                |                              |
| CE                                                             | Duszniki-Zdrój | Individuel 20 km       | 27 janvier 2021 | Andrejs Rastorgujevs      | Erlend Bjøntegaard        | Endre Strømsheim               | Filip Fjeld Andersen         |
| CE                                                             | Duszniki-Zdrój | Sprint 10 km           | 29 janvier 2021 | Martin Jäger              | Said Khalili              | Johannes Kühn                  | Filip Fjeld Andersen         |
| CE                                                             | Duszniki-Zdrój | Poursuite 12,5 km      | 30 janvier 2021 | Artem Pryma               | Michal Krčmář             | Håvard Bogetveit               | Filip Fjeld Andersen         |
| Fin des championnats d'Europe                                  |                |                        |                 |                           |                           |                                |                              |
| 3                                                              | Brezno-Osrblie | Sprint 10 km           | 13 février 2021 | Håvard Bogetveit          | Justus Strelow            | Erlend Bjøntegaard             | Filip Fjeld Andersen         |
| 3                                                              | Brezno-Osrblie | Poursuite 12,5 km      | 14 février 2021 | Philipp Nawrath           | Justus Strelow            | Sivert Guttorm Bakken          | Filip Fjeld Andersen         |
| 4                                                              | Brezno-Osrblie | Individuel court 15 km | 17 février 2021 | Nikita Porshnev           | Justus Strelow            | Endre Strømsheim               | Filip Fjeld Andersen         |
| 4                                                              | Brezno-Osrblie | Sprint 10 km           | 20 février 2021 | Philipp Nawrath           | David Zobel               | Ruslan Tkalenko Philipp Horn   | Philipp Nawrath              |
| 4                                                              | Brezno-Osrblie | Poursuite 12,5 km      | 21 février 2021 | Endre Strømsheim          | Sivert Guttorm Bakken     | Aleksander Fjeld Andersen      | Sivert Guttorm Bakken        |
| 5                                                              | Obertilliach   | Individuel court 15 km | 10 mars 2021    | Hugo Rivail               | Daniele Cappellari        | Heikki Laitinen Justus Strelow | Filip Fjeld Andersen         |
| 5                                                              | Obertilliach   | Sprint 10 km           | 12 mars 2021    | Philipp Nawrath           | Aleksander Fjeld Andersen | Hugo Rivail                    | Philipp Nawrath              |
| 5                                                              | Obertilliach   | Sprint 10 km           | 13 mars 2021    | Filip Fjeld Andersen      | Sivert Guttorm Bakken     | Aleksander Fjeld Andersen      | Filip Fjeld Andersen         |

### Femmes
| Étape                                                          | Lieu           | Épreuve                  | Date            | Vainqueur                                   | Deuxième                 | Troisième             | Leader du classement général |
| -------------------------------------------------------------- | -------------- | ------------------------ | --------------- | ------------------------------------------- | ------------------------ | --------------------- | ---------------------------- |
| 1                                                              | Arber          | Sprint 7,5 km            | 14 janvier 2021 | Tatiana Akimova                             | Valeriia Vasnetsova      | Anastasia Shevchenko  | Tatiana Akimova              |
| 1                                                              | Arber          | Sprint 7,5 km            | 16 janvier 2021 | Tatiana Akimova                             | Anastasia Shevchenko     | Camille Bened         | Tatiana Akimova              |
| 2                                                              | Arber          | Individuel court 12,5 km | 20 janvier 2021 | Tamara Steiner                              | Anna Weidel              | Ekaterina Bekh        | Tatiana Akimova              |
| 2                                                              | Arber          | Sprint 7,5 km            | 22 janvier 2021 | Valeriia Vasnetsova                         | Åsne Skrede              | Lou Jeanmonnot        | Valeriia Vasnetsova          |
| Championnats d'Europe de biathlon 2021 (27 au 30 janvier 2021) |                |                          |                 |                                             |                          |                       |                              |
| CE                                                             | Duszniki-Zdrój | Individuel 15 km         | 27 janvier 2021 | Monika Hojnisz-Staręga                      | Anastasiya Merkushyna    | Larisa Kuklina        | Anastasia Shevchenko         |
| CE                                                             | Duszniki-Zdrój | Sprint 7,5 km            | 29 janvier 2021 | Baiba Bendika                               | Karoline Erdal           | Anastasia Shevchenko  | Anastasia Shevchenko         |
| CE                                                             | Duszniki-Zdrój | Poursuite 10 km          | 30 janvier 2021 | Kamila Żuk                                  | Karoline Erdal           | Åsne Skrede           | Anastasia Shevchenko         |
| Fin des championnats d'Europe                                  |                |                          |                 |                                             |                          |                       |                              |
| 3                                                              | Brezno-Osrblie | Sprint 7,5 km            | 13 février 2021 | Vanessa Voigt                               | Ekaterina Noskova        | Anna Weidel           | Anastasia Shevchenko         |
| 3                                                              | Brezno-Osrblie | Poursuite 10 km          | 14 février 2021 | Vanessa Voigt                               | Anastasiia Goreeva       | Anastasiia Egorova    | Anastasia Shevchenko         |
| 4                                                              | Brezno-Osrblie | Individuel court 12,5 km | 17 février 2021 | Vanessa Voigt                               | Hanna Kebinger           | Madeleine Phaneuf     | Vanessa Voigt                |
| 4                                                              | Brezno-Osrblie | Sprint 7,5 km            | 20 février 2021 | Anastasiia Egorova                          | Marthe Kråkstad Johansen | Karoline Erdal        | Vanessa Voigt                |
| 4                                                              | Brezno-Osrblie | Poursuite 10 km          | 21 février 2021 | Anna Weidel                                 | Anna Kryvonos            | Ragnhild Femsteinevik | Vanessa Voigt                |
| 5                                                              | Obertilliach   | Individuel court 12,5 km | 10 mars 2021    | Vanessa Voigt                               | Anastasiia Goreeva       | Sophie Chauveau       | Vanessa Voigt                |
| 5                                                              | Obertilliach   | Sprint 7,5 km            | 12 mars 2021    | Emilie Ågheim Kalkenberg Anastasiia Egorova |                          | Rebecca Passler       | Vanessa Voigt                |
| 5                                                              | Obertilliach   | Sprint 7,5 km            | 13 mars 2021    | Anastasiia Goreeva                          | Anastasiia Egorova       | Caroline Colombo      | Vanessa Voigt                |